# 消防41号 (特務艇)
消防41号（しょうぼうよんじゅういちごう、英語: ASH No.41）は、海上自衛隊の特務艇である。同型艇はない。

## 概要
海上自衛隊が運用する飛行艇の離着水海面の警戒・支援、また事故の際の消火活動に備え、消防艇として1962年度計画で建造された特務艇が本艇である。

## 設計
本艇は消火設備として、甲板の前後と操舵室上に計4基の放水銃、そして油火災用の泡沫消火装置2基を備えており、2台のポンプにより毎分10,000リットルの放水が可能であった。また、消防ポンプを用いた排水能力は毎分5,000リットルである。消火活動の際に火災の熱に耐えるため、自衛用に自艇保護用噴霧装置（プロテクター）を装備していた。
耐候性や強度を得るために艇体は鋼製で、操舵室や防波板は軽合金製であった。救助した人員については、艇内の居住区で応急手当が可能なように設計されていた。
機関は三菱重工業DL-24MディーゼルエンジンとDH-24Mディーゼルエンジン各2基の4基構成、3軸推進とした。速力は最大19ノットである。
救難艇型特務艇と同様に、任務の性格上、視認性を高めるため艇体が白、甲板が黄、上部構造物が赤に塗装されていた。

## 艦歴
消防41号は、1962年度計画に基づき東造船で建造、1964年2月28日竣工した。
建造後は飛行艇が配備されていた大村航空基地に配備されたが、その後岩国航空基地に配置換えとなりPS-1やUS-1の支援に従事している。
1977年4月18日に支援船籍の「消防船1号」（YE-01）に類別変更され、これにより消防艇型特務艇（ASH）は廃止となった。支援船籍となってからも本艇は従来と同様の任務に従事し、設標救難船（YR）の就役に伴い2001年3月16日に除籍された。